# Little Havana
Little Havana (tiếng Tây Ban Nha: La Pequeña Habana, có nghĩa là "tiểu Havana" hay "Havana thu nhỏ") là một khu vực của Miami, Florida, Hoa Kỳ. Đây là nơi sinh sống của những người Cuba lưu vong và những người nhập cư từ Cuba và các quốc gia khác tại Trung và Nam Mỹ. Cái tên Little Havana được đặt theo tên của La Habana, thủ đô và thành phố lớn nhất của Cuba.
Little Havana là một trung tâm hoạt động văn hóa, xã hội, chính trị ở Miami. Nó được biết đến với lễ hội Calle Ocho với cuộc diễu hành được truyền hình tới hàng triệu người trên khắp các lục địa mỗi năm. Một số địa danh nổi tiêng ở đây phải kể đến Calle Ocho (đường Tamiami), Walk of Fame (là nơi vinh danh các nghệ sĩ nổi tiếng như Celia Cruz, Willy Chirino và Gloria Estefan), đại lộ Cuban Memorial, quảng trường Cubanidad, công viên Domino, nhà hát Tower, công viên Jose Marti, Toà nhà Firestone/Walgreens, nhà thờ Công giáo Thánh John Bosco, Santiago de Cuba và nhiều địa điểm khác.
Đây là khu vực sinh sống của những người lưu vong Cuba nổi tiếng nhất trên thế giới. Nó đặc trưng bởi cuộc sống mang hương vị đường phố với những nhà hàng, âm nhạc và các hoạt động văn hóa khác. Những dân cư ở đây có sự hiếu khách đặc biệt với những câu chuyện mà bạn có thể bắt gặp bất cứ tại đâu.
Năm 2015, khu vực này đã được đưa vào danh sách hàng năm về Bảo tồn Di tích Lịch sử của 11 quốc gia như là một trong những nơi có nguy cơ bị hủy hoại cao nhất. Năm 2017, nó đã được tổ chức National Trust tuyên bố là một kho báu quốc gia.

## Lịch sử
Ban đầu, đây là nơi sinh sống của tầng lớp trung lưu phía nam và những người Do Thái thành phố trong những năm 1930. Cái tên Little Havana nổi lên trong những năm 1960 khi số lượng những người Cuba tại đây tăng nhanh chóng. Cái tên này gắn liền với một khu phố nằm ở phía tây Miami. Nó trải dài về phía tây của Miami vài dặm bắt đầu từ con sông. Sau một làn sóng khổng lồ của những người tị nạn Cuba, Little Havana đã nổi tiếng như là trung tâm về văn hóa chính trị của những người Cuba trên đất Mỹ.
Trong những năm 1960, nhiều người chạy trốn khỏi Cuba sau Cách mạng Cuba khiến nơi đây trở thành nơi nương náu của những người Cuba phi cộng sản. Đến những năm 1970, khi nơi đây có tới hơn 85% là người Cuba, thay vì những người lưu vong Cuba trở lại Havana, nơi Castro vẫn nắm quyền thì họ bắt đầu cư trú và sinh sống tại khắp các khu phố ở Miami. Tuy vậy, Little Havana vẫn là đích đến của những người nhập cư mới và là một thành trì cho các doanh nghiệp thuộc sở hữu của Cuba.
Tính đến năm 2011, Little Havana là nơi có số lượng người Tây Ban Nha cao nhất ở Miami với 98%. Những người Cuba đã trải qua sự sụt giảm đáng kể từ 84% năm 1979 xuống còn 58% vào năm 1989. Và sau đó, cuối những năm 1990, khi số lượng những người gốc Tây Ban Nha từ Nicaragua, Honduras và các quốc gia khác ở Trung Mỹ tăng đáng kể. Mặc dù sự đa dạng về thành phần dân tộc ngày càng tăng nhưng hầu hết các doanh nghiệp tại khu vực này vẫn thuộc sở hữu của những người Cuba.
Một nghiên cứu của Đại học Florida thông qua các cuộc khảo sát thì những người dân địa phương Miami đều đồng ý rằng, ranh giới của khu vực này gần với các tuyến đường sau: Phía tây là Đại lộ Tây Nam số 27; Phía đông là Đại lộ Tây Nam số 4; Phía bắc là đường West Flagler; Phía nam là đường Tây Nam số 9.

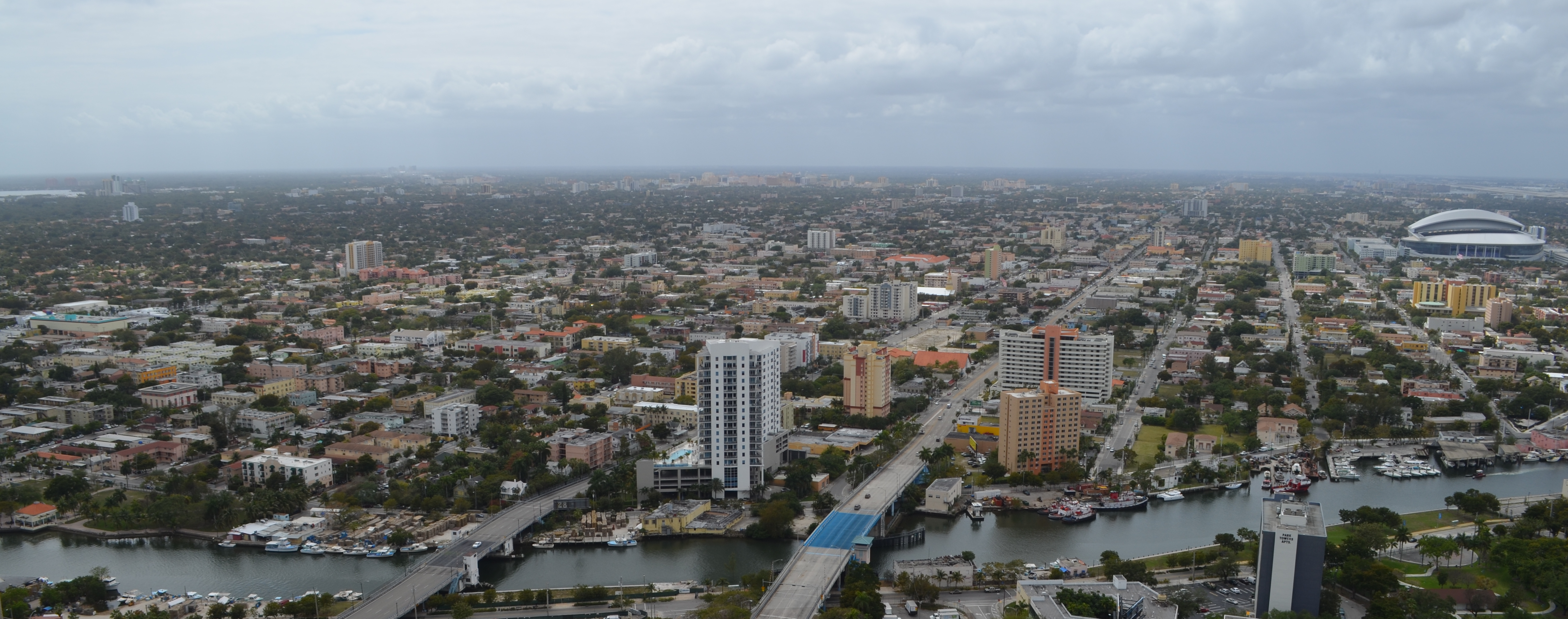
Little Havana nhìn từ trên không, bắt đầu từ bờ sông Miami, Công viên Marlins bên phải, đường chân trời là thành phố Coral Gables, trong khi khu vực Coconut Grove và vịnh Biscayne ở bên trái.

## Nhân khẩu học
Tính đến năm 2000, Little Havana có dân số là 49.206 người, với 19.341 hộ gia đình, trong đó 11.266 gia đình sống trong các khu phố. Thành phần dân tộc của khu vực có 85,08% người gốc Tây Ban Nha và Latinh (chủ yếu là người Cuba, nhưng người từ Nicaragua và Honduras khá đáng kể, cũng như những người Latinh khác), 3,79% người da đen hoặc người Mỹ gốc Phi (không bao gồm những người Cuba, Nicaragua, Honduras và Latinh gốc Phi), 10,14% là người da trắng không phải gốc Tây Ban Nha, và 0,96% là các chủng tộc khác.

## Địa điểm du lịch

### Khu di tích lịch sử Nam River Drive
Được công nhận là khu vực Lịch sử tại Hoa Kỳ vào ngày 10 tháng 8 năm 1987, khu di tích này nằm ở cuối phía đông của Little Havana, dọc theo bờ sông Miami của phía tây thành phố. Khu di tích bao gồm 9 tòa nhà lịch sử mang đậm ý nghĩa về kiến trúc và giá trị văn hóa. Phát triển chủ yếu trong hai thập kỷ đầu của thế kỷ 20, khu di tích mang phong cách kiến trúc bản địa của những công trình tồn tại lâu đời nhất của thành phố.

### Bảo tàng, công viên và đài tưởng niệm
Khu vực có Công viên Tưởng niệm Cuba nằm trên đường Tây Nam số 13, Công viên tượng đài Sự kiện Vịnh Con Lợn cùng một số công viên khác như Máximo Gómez (công viên Domino), Plaza de la Cubanidad, Jose Marti hay công viên nước Grapeland Heights.

### Nhà hát
Nhà hát Tower nằm trên phố Tây Nam số 8 là một trong những địa danh văn hóa lâu đời nhất ở Miami khi nó được xây dựng trong những năm 1920.

## Thư viện ảnh

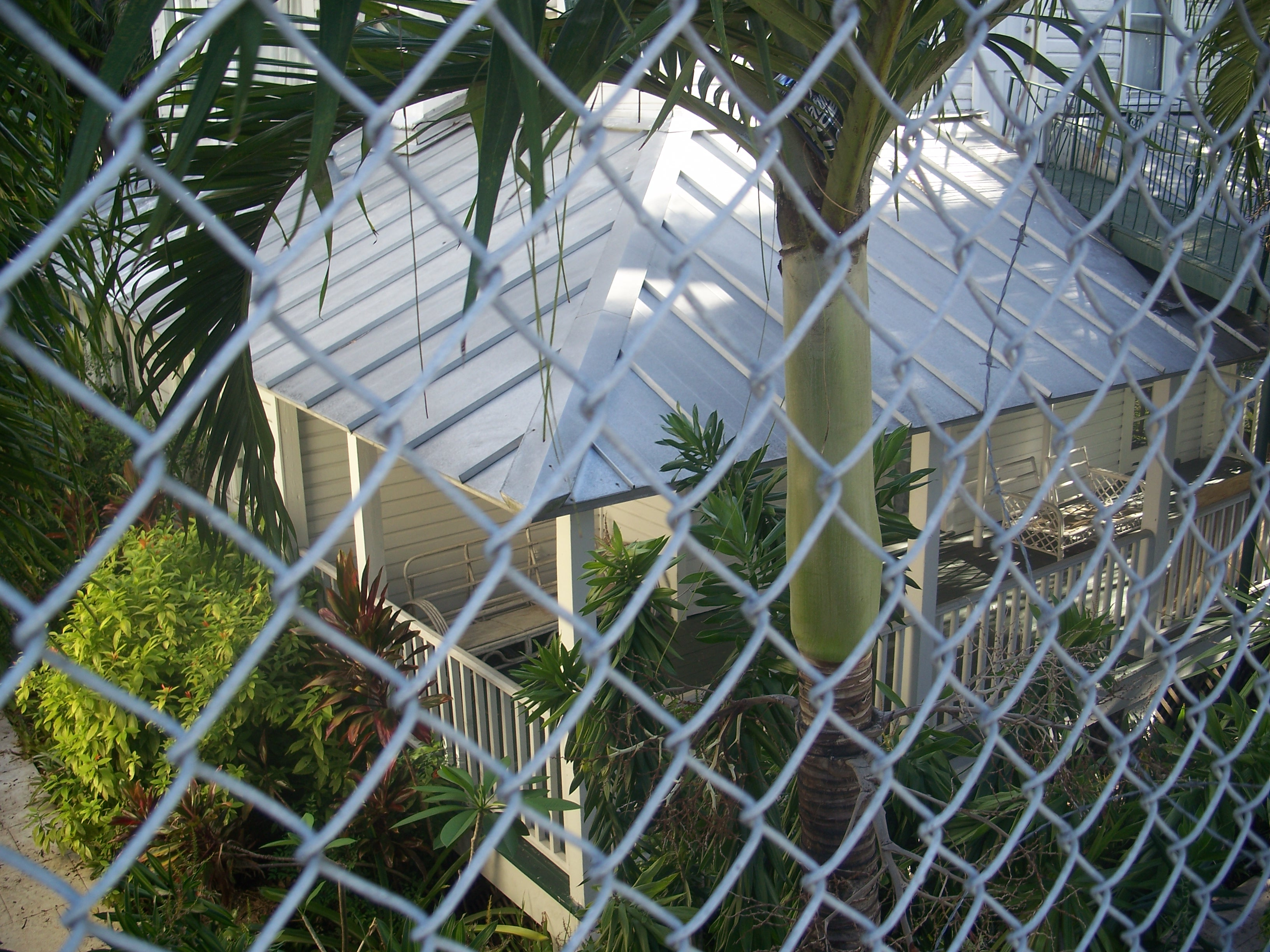
Khu di tích lịch sử Nam River Drive
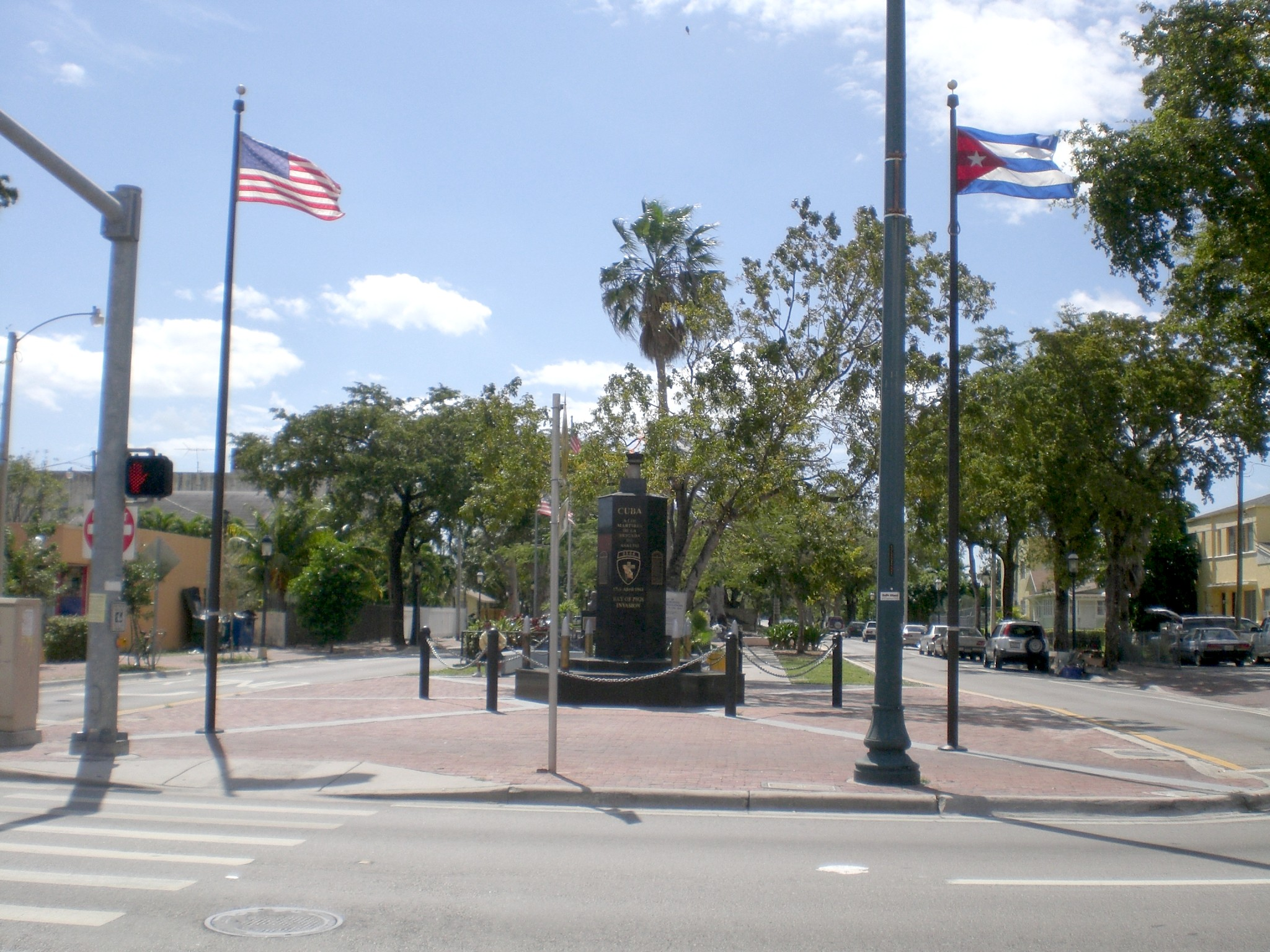
Quảng trường Tưởng niệm Cuba trên đường Đại lộ Tây Nam 13 & Calle Ocho
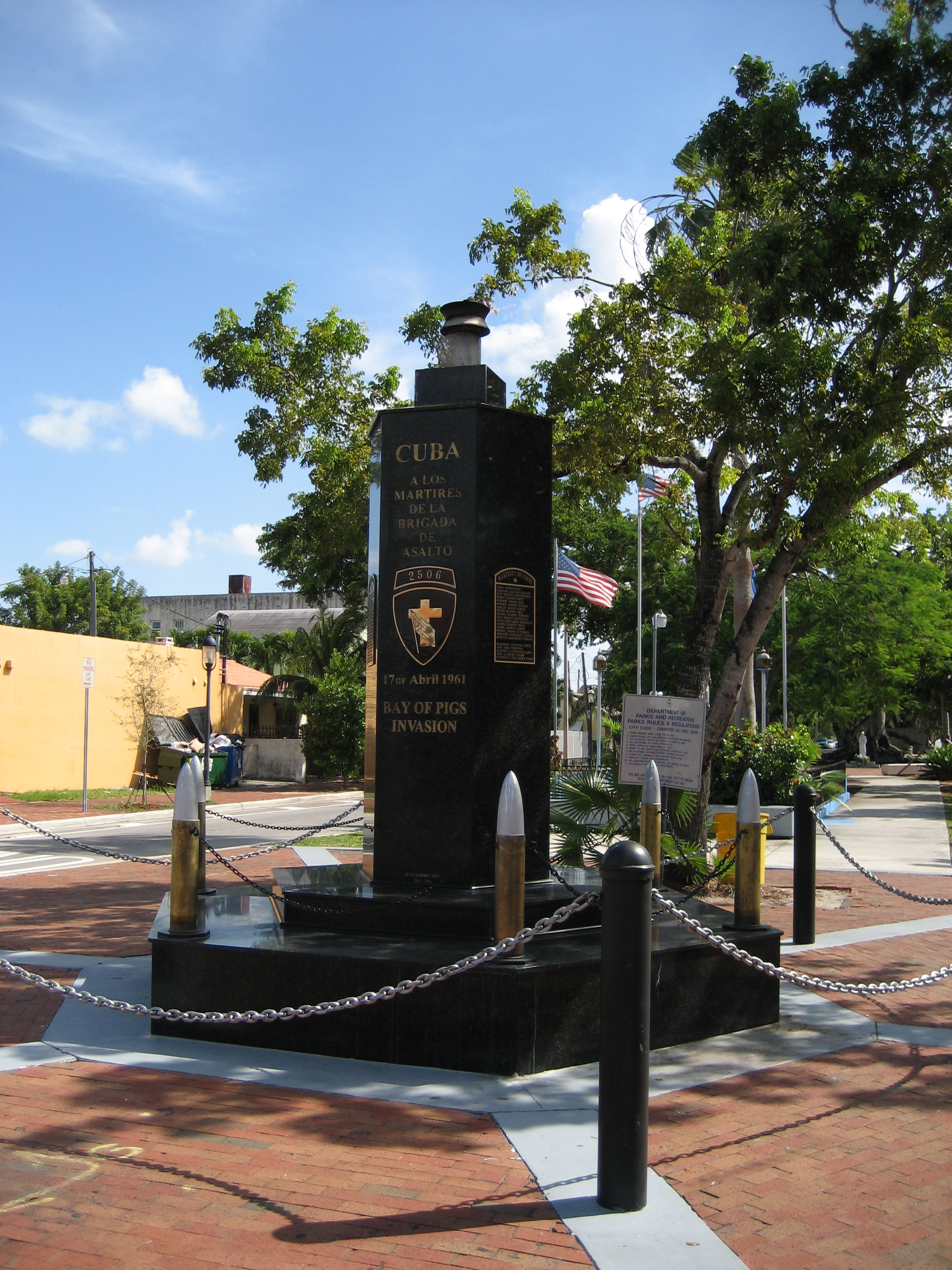
Tượng đài Sự kiện Vịnh Con Lợn
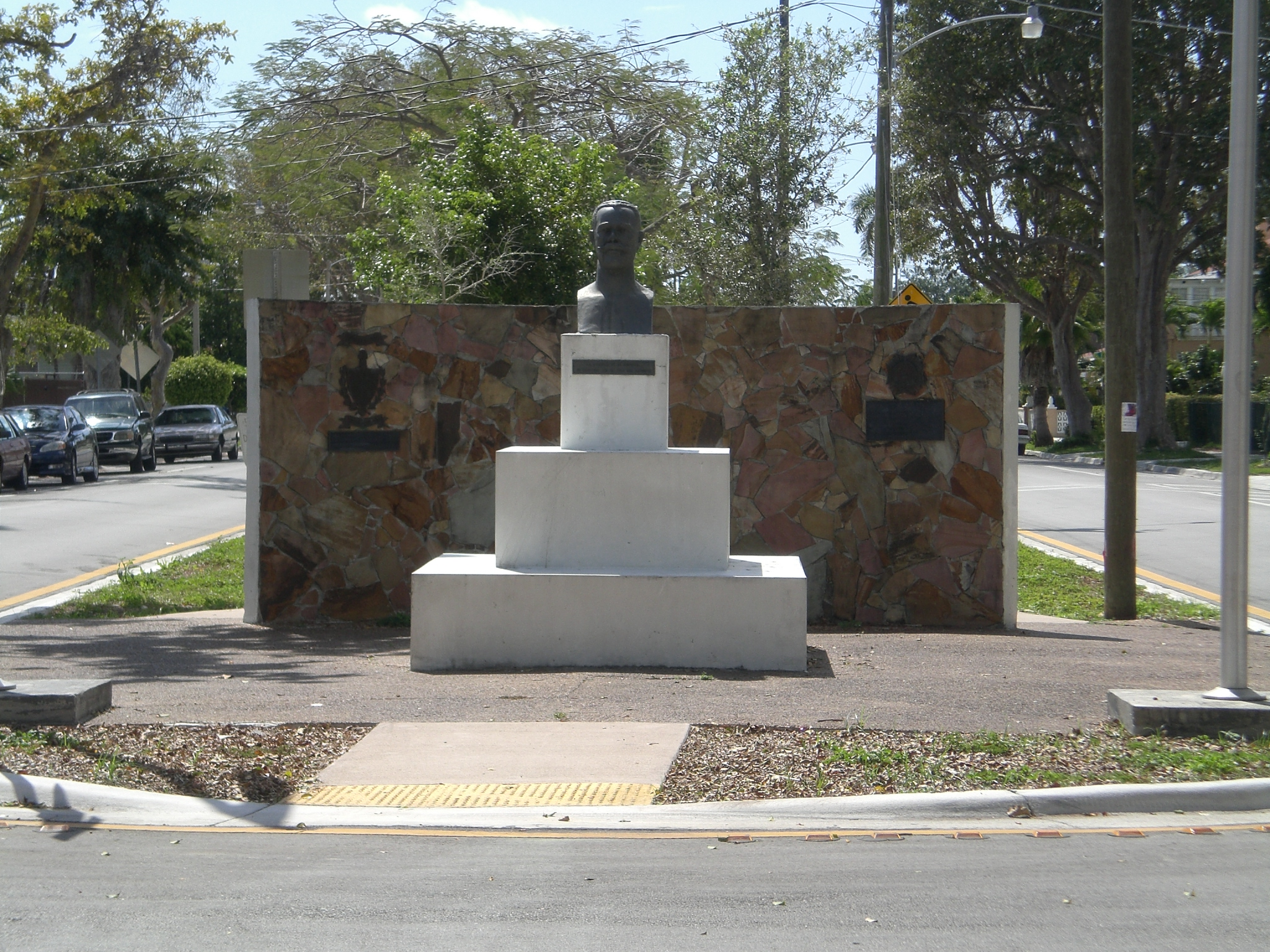
Bức chân dung của José Martí
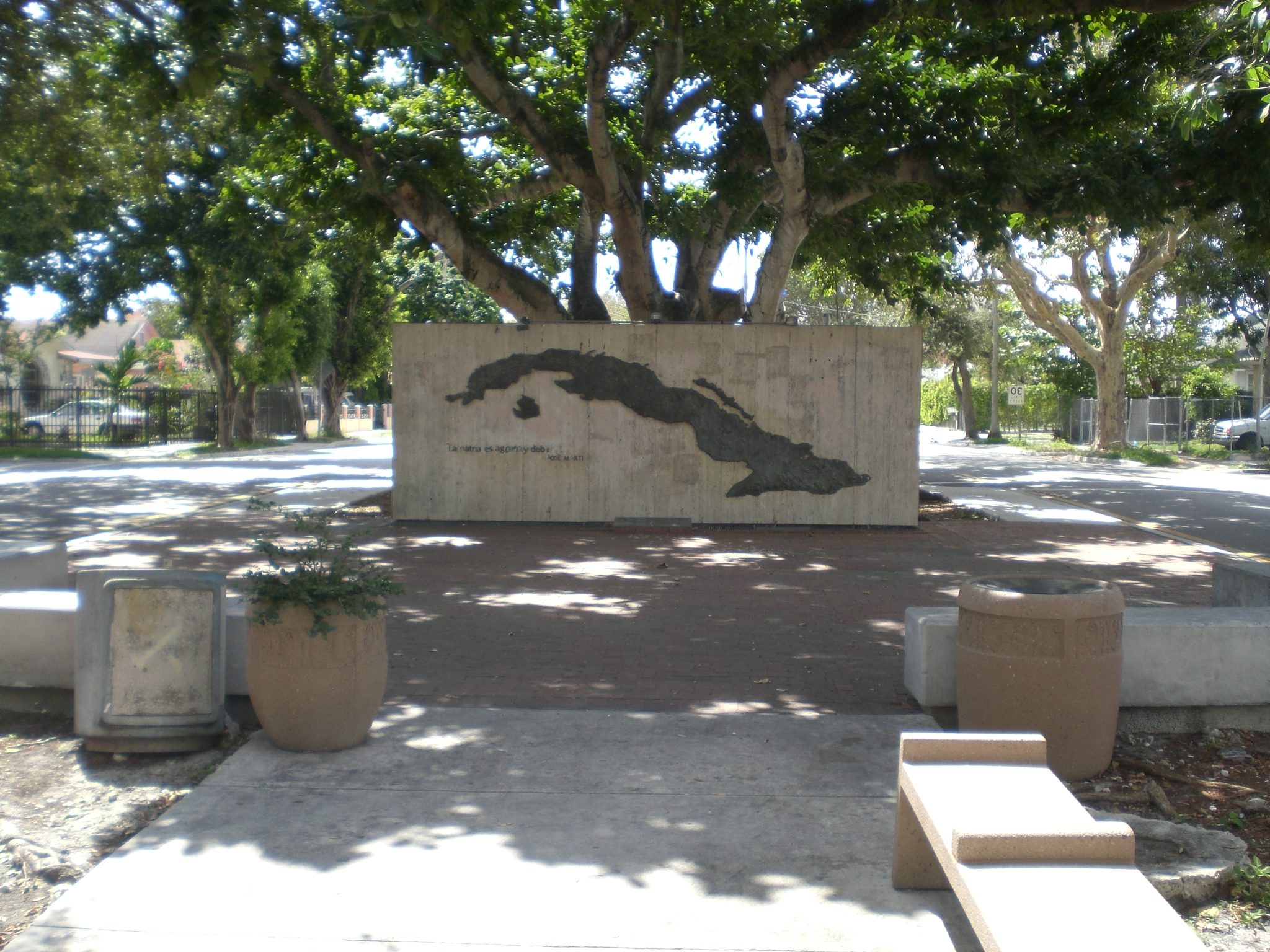
Bia tưởng niệm của Cuba
Bức tranh tường trên đường Đại lộ Tây Nam số 14 & Calle OchoBức tranh tường trên đường Đại lộ Tây Nam số 14 & Calle Ocho
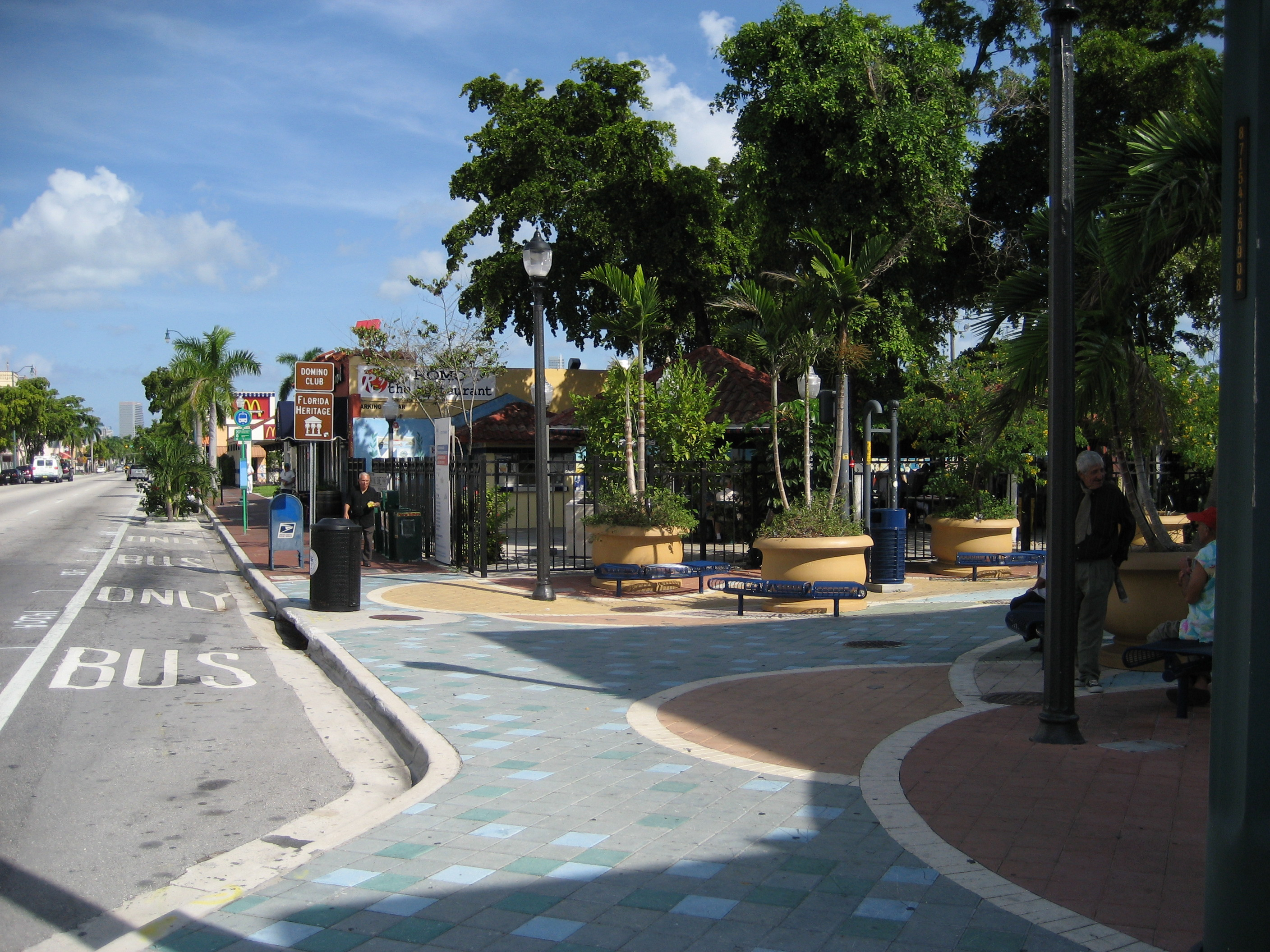
Công viên Domino
Nhà hát Tower tại số 1508 Calle Ocho
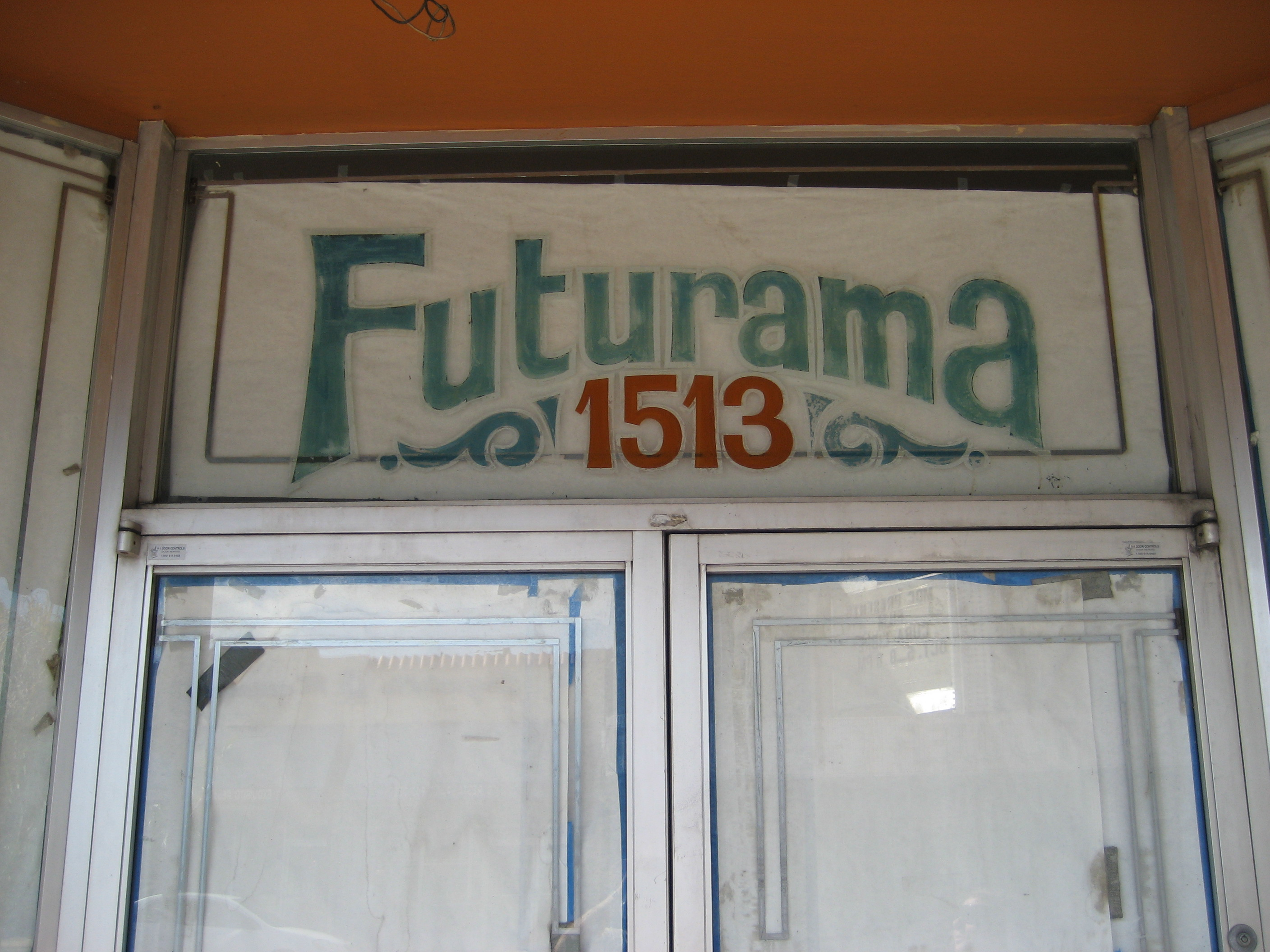
Nội thất của Futurama tại số 1513 Calle Ocho
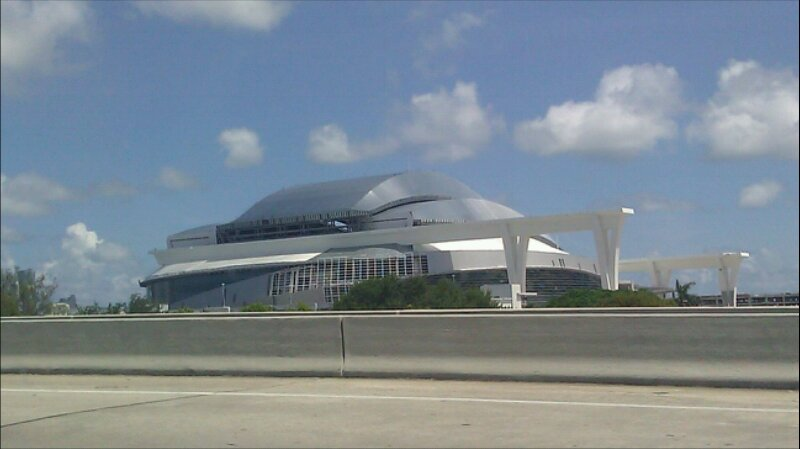
Công viên Marlins
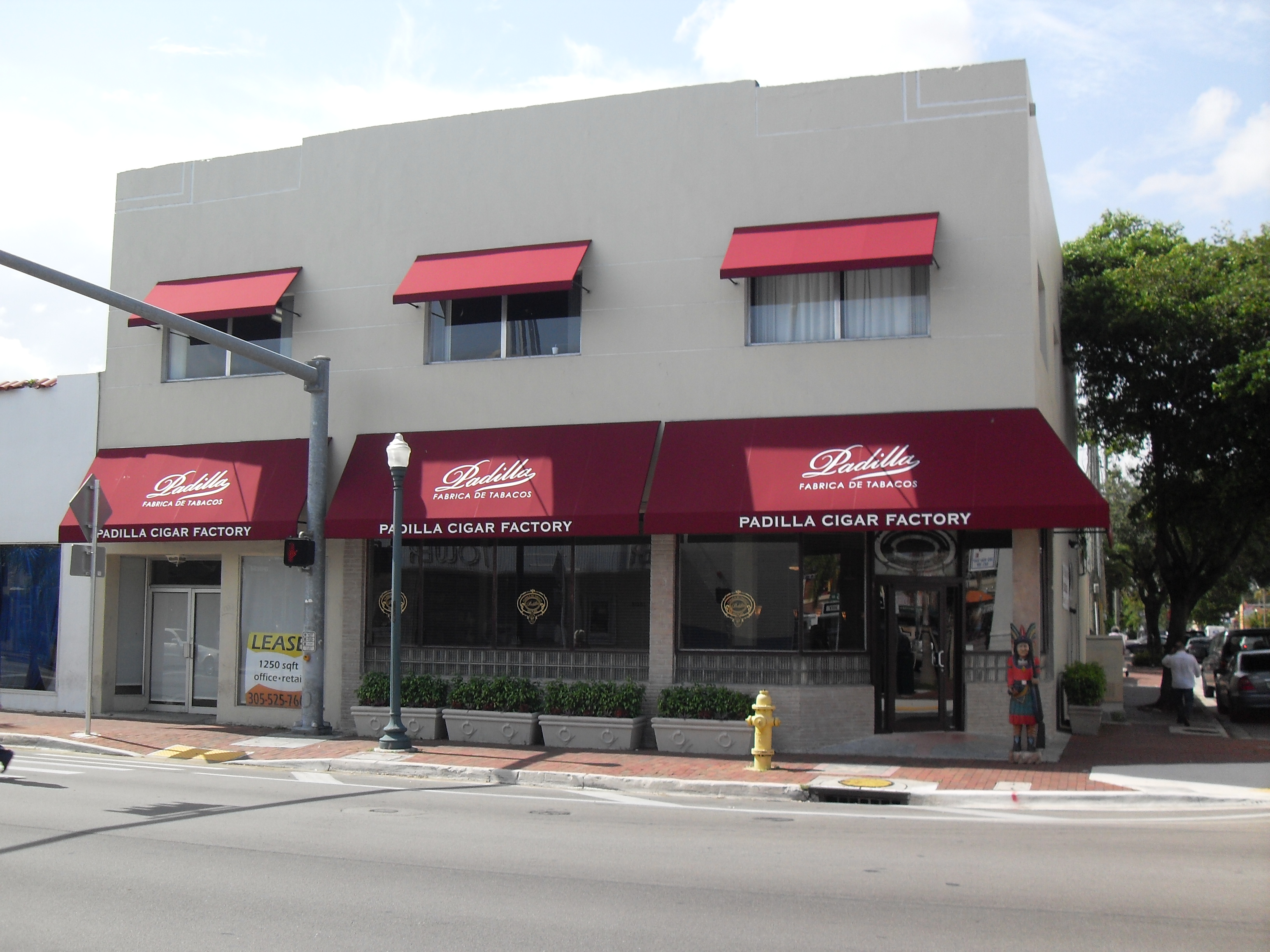
Xưởng xì gà Padilla
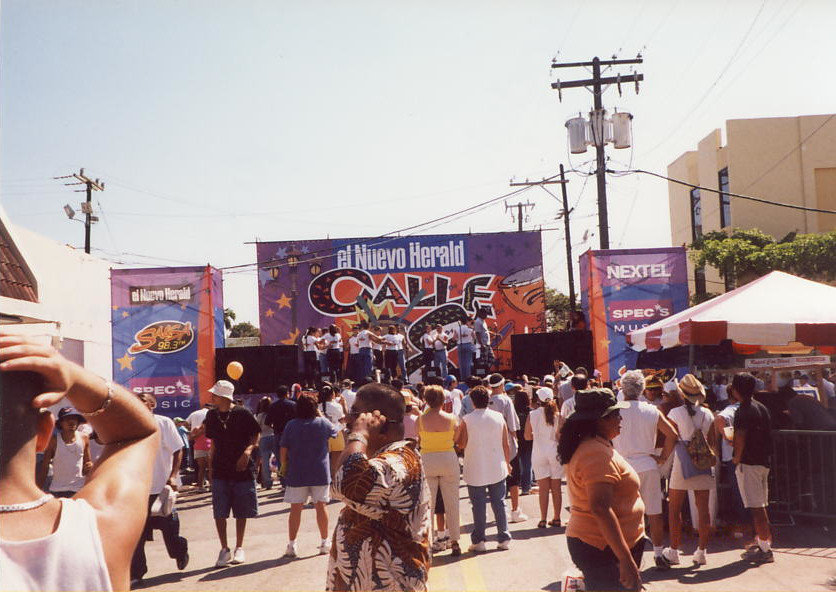
Lễ hội Calle Ocho năm 2001